# Джоя-Саннітіка
Джоя-Саннітіка (італ. Gioia Sannitica) — муніципалітет в Італії, у регіоні Кампанія,  провінція Казерта.
Джоя-Саннітіка розташована на відстані близько 180 км на схід від Рима, 55 км на північ від Неаполя, 28 км на північ від Казерти.
Населення — 3657 осіб (2014).
Щорічний фестиваль відбувається 29 вересня. Покровитель — святий Михайло.

## Демографія
Населення за роками:

Станом на 1 січня 2023 року в муніципалітеті офіційно проживало 90 іноземців з 11 країн, серед них 11 громадян країн Євросоюзу та 6 громадян України.

## Сусідні муніципалітети
- Аліфе
- Альвіньяно
- Кузано-Мутрі
- Файккьо
- Рув'яно
- Сан-Потіто-Саннітіко